# Ibi-Sekigahara-Yōrō-Quasi-Nationalpark
Der Ibi-Sekigahara-Yōrō-Quasi-Nationalpark (japanisch 揖斐関ヶ原養老国定公園 Ibi sekigahara yōrō kokutei kōen) ist einer von über 50 Quasi-Nationalparks in Japan. Die Präfektur Gifu ist für die Verwaltung des am 28. Dezember 1970 gegründeten Parks zuständig. Mit der IUCN-Kategorie V ist das Parkgebiet als Geschützte Landschaft/Geschütztes Marines Gebiet klassifiziert. Es erstreckt sich über eine Fläche von ca. 200 km².

## Landmarken
- Fluss Ibi
- Yōrō-Wasserfall
- Berg Ikeda (池田山 Ikeda-san, Ikeda-yama):  924 m
- Berg Yōrō
- Schlachtfeld der Schlacht von Sekigahara im Jahr 1600, in welcher das Haus Tokugawa seine Vormachtstellung in Japan festigte
- Tempel Kegon-ji (華厳寺): Tempel der Tendai-Richtung des Buddhismus

## Galerie

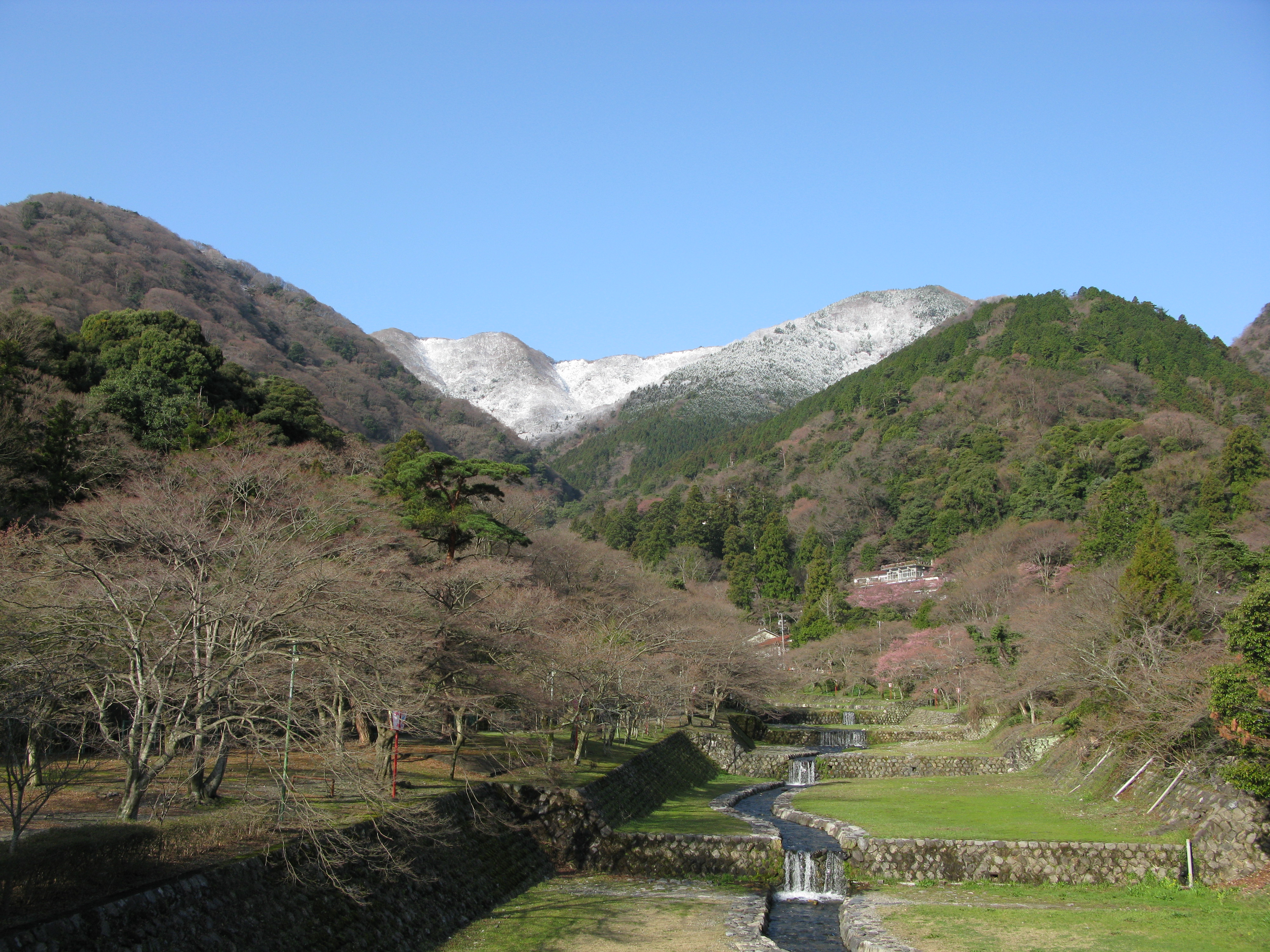
Berg Yōrō
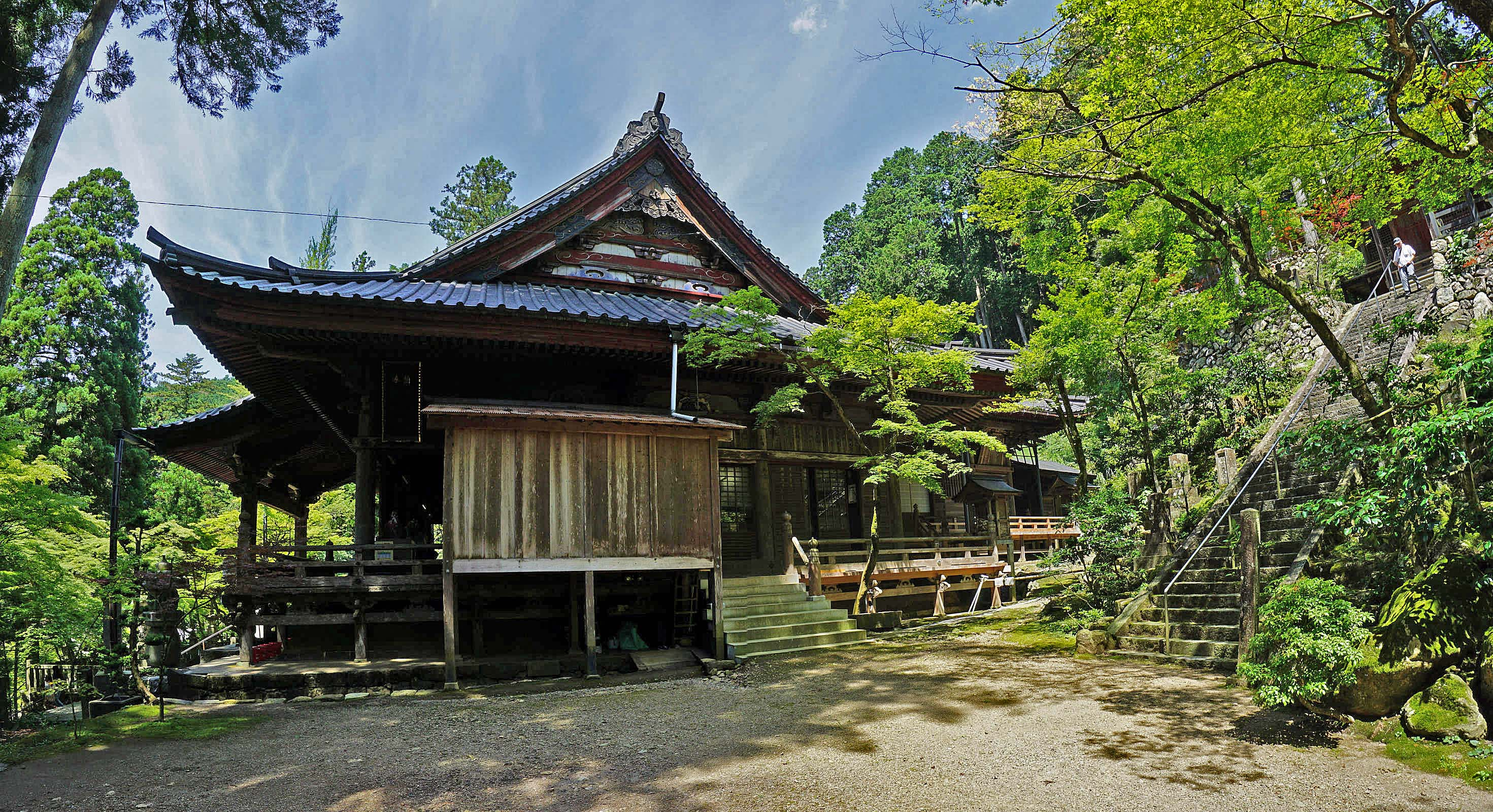
Tempel Kegon-ji
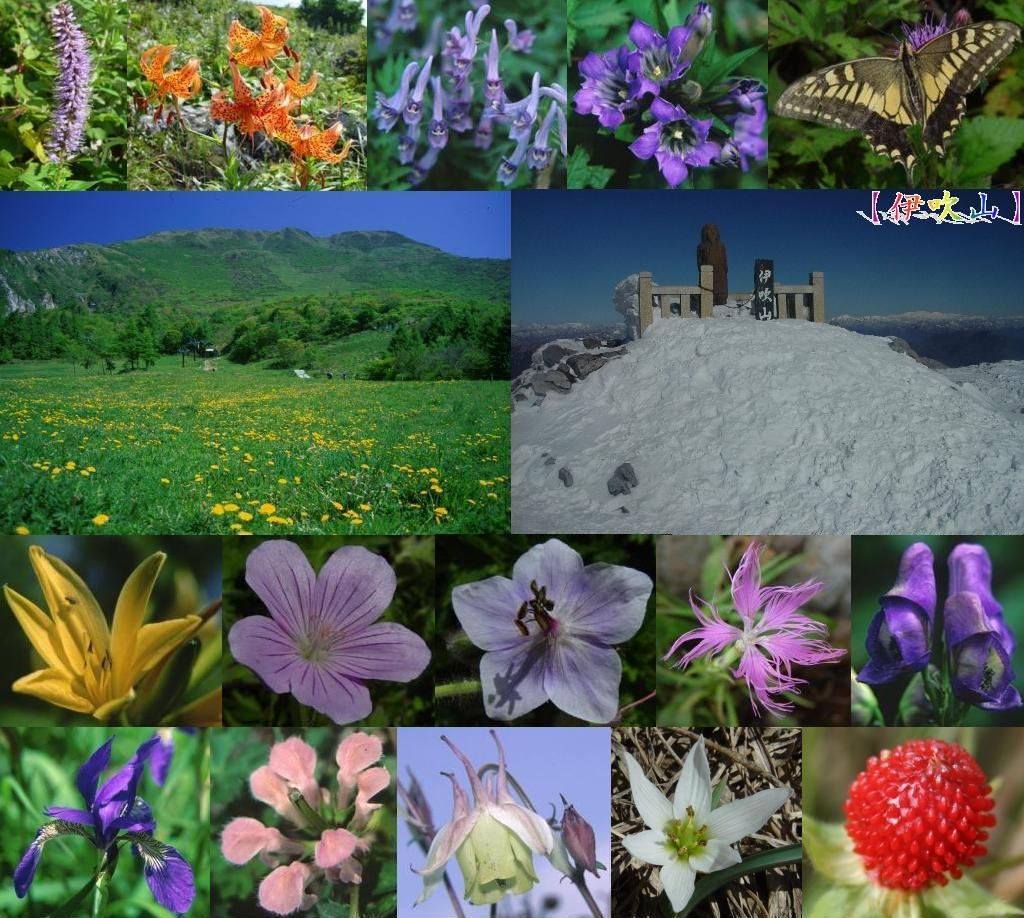
Flora